# 볼 (그릇)

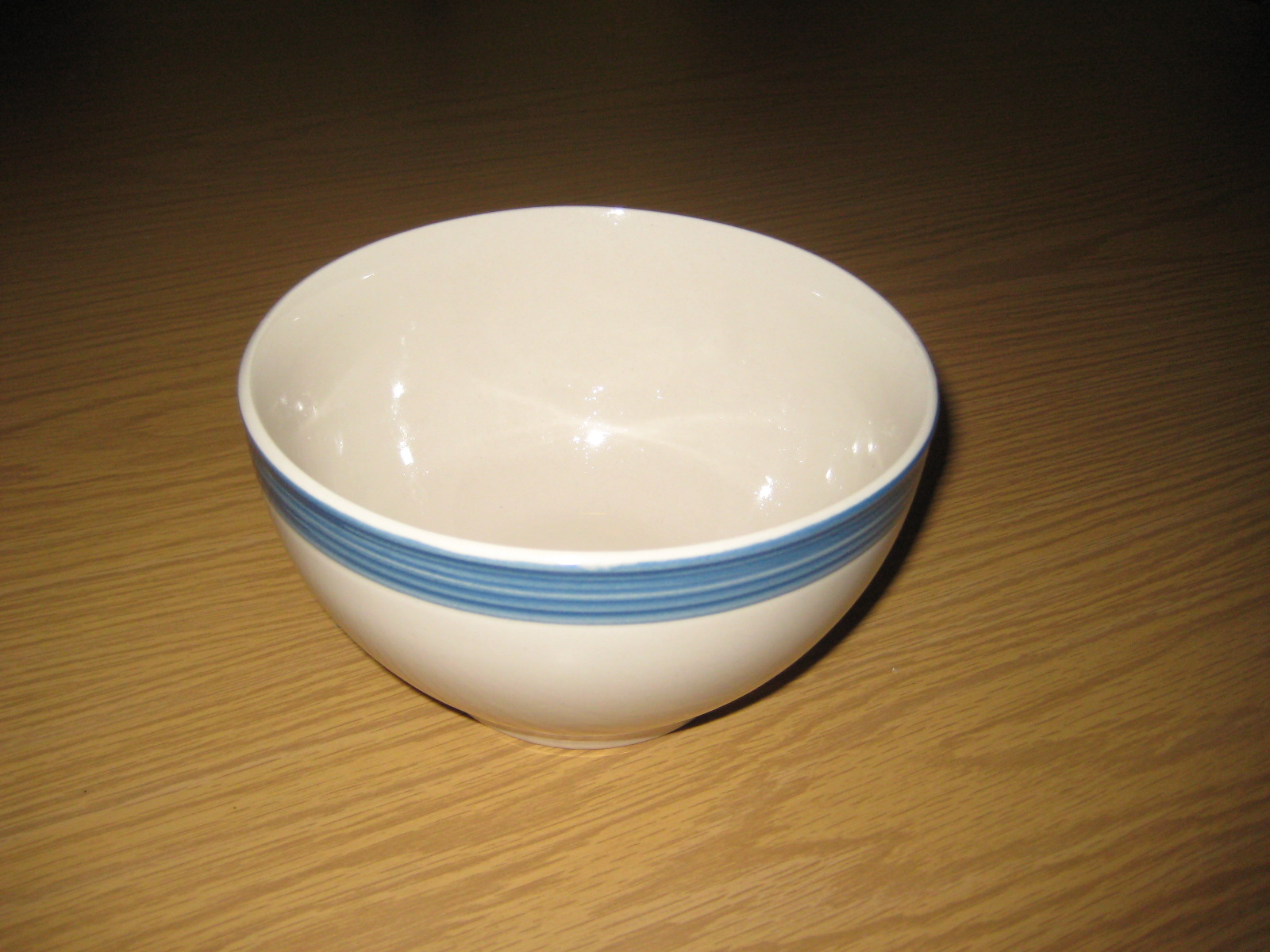
푸른색 테를 두른 볼의 모습.

볼(영어: bowl)은 서양 요리 등에 쓰이는 안이 깊은 형태의 사발과 같은 종류의 그릇이다. 한국의 사발과 쓰임새가 같으며, 모양도 비슷하다. 볼은 특히 조리할 때 재료를 섞거나 개는 데 쓴다. 밥, 국수나 물, 음료수 등 음식을 담을 수 있는 그릇의 한 종류로 위는 넓고 아래는 좁다. 보통 사기 그릇으로 된 경우가 많으나, 스테인리스, 나무, 플라스틱 등으로 만들어진 경우도 있다.
유럽의 프랑스와 그 주변 지역에서는 식당과 가정에서 흔히 커피나 홍차, 핫초콜렛 등도 담아서 두 손으로 들고 마신다. 
접시 보다는 물 등 액체로 된 음식을 담기에 좋아 수천 년 동안 쓰였으며, 중국, 고대 그리스, 미합중국의 원주민 문화에서도 발견된다.

## 갤러리

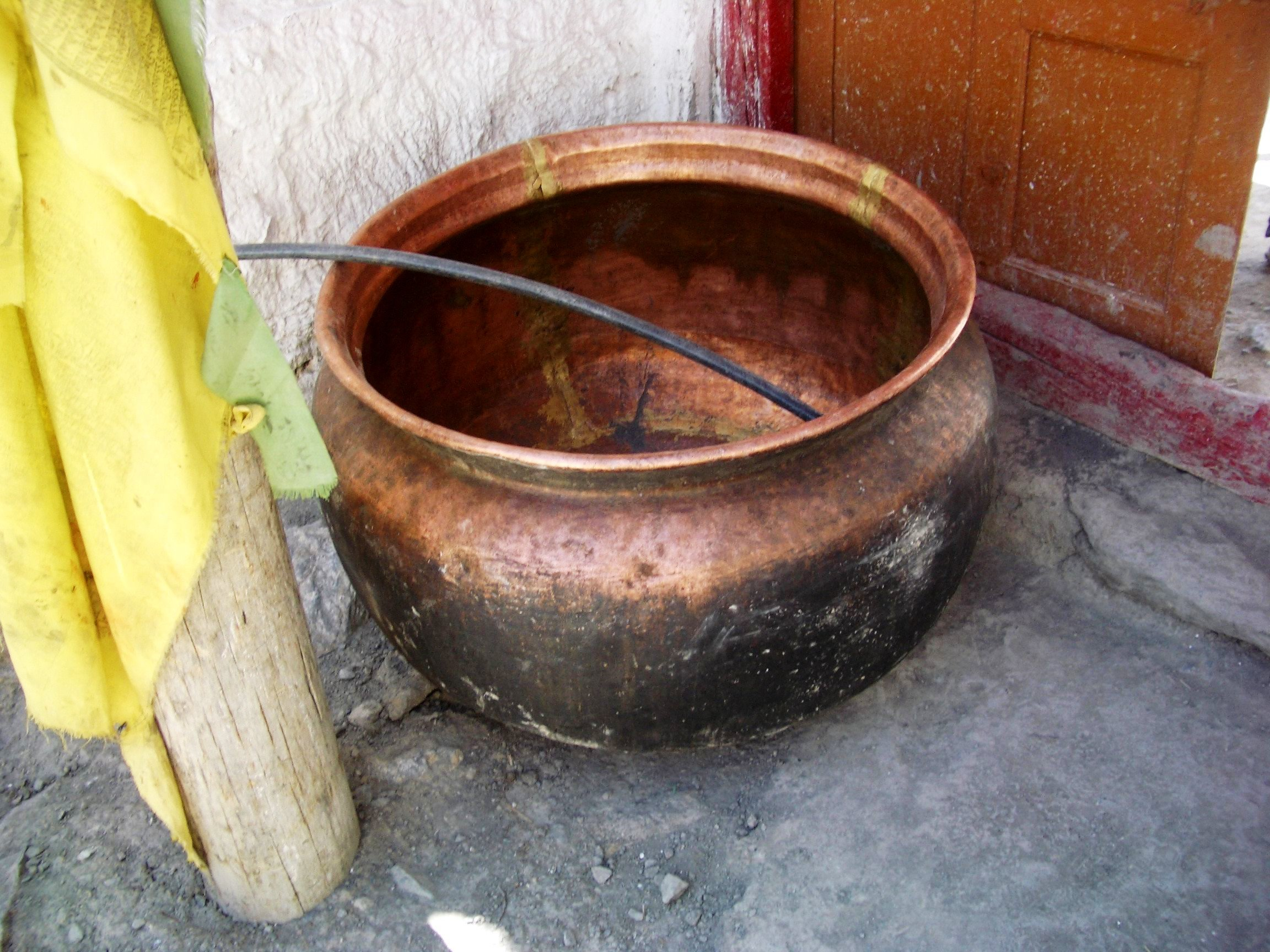
대형 구리 볼
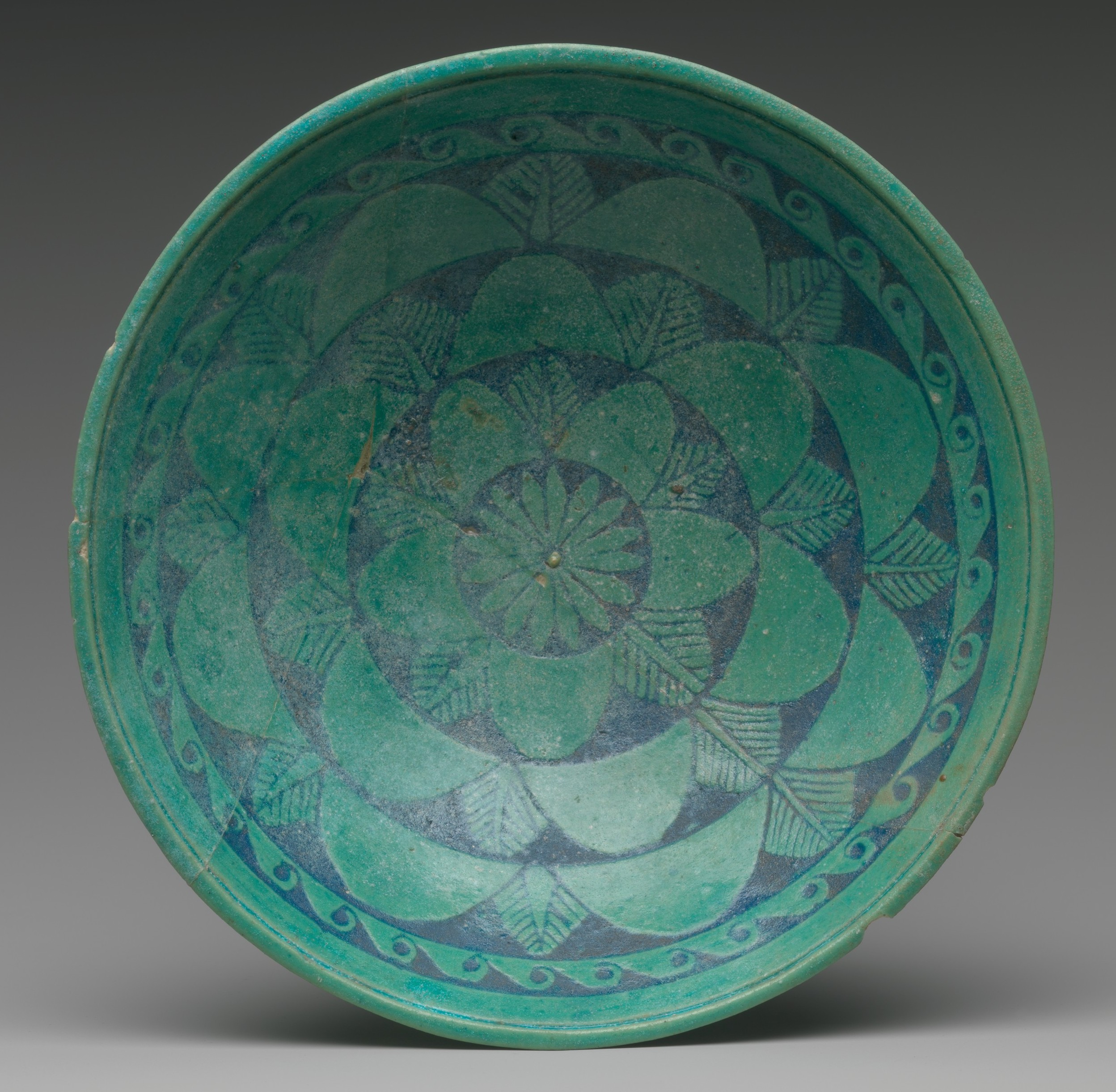
고대 이집트의 볼. 기원전 200-150년 추정.
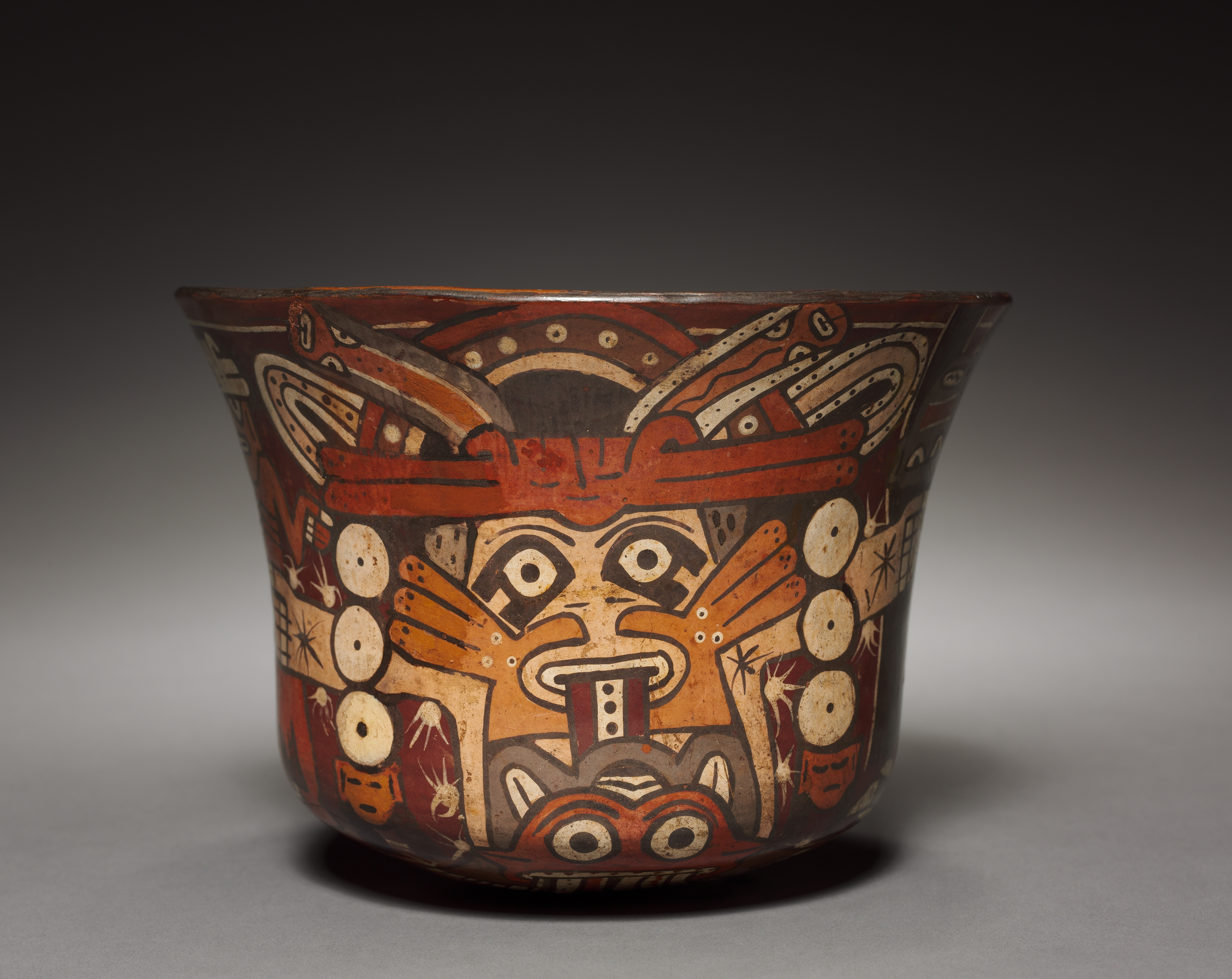
나스카 문화의 볼. 기원전 100년 추정.
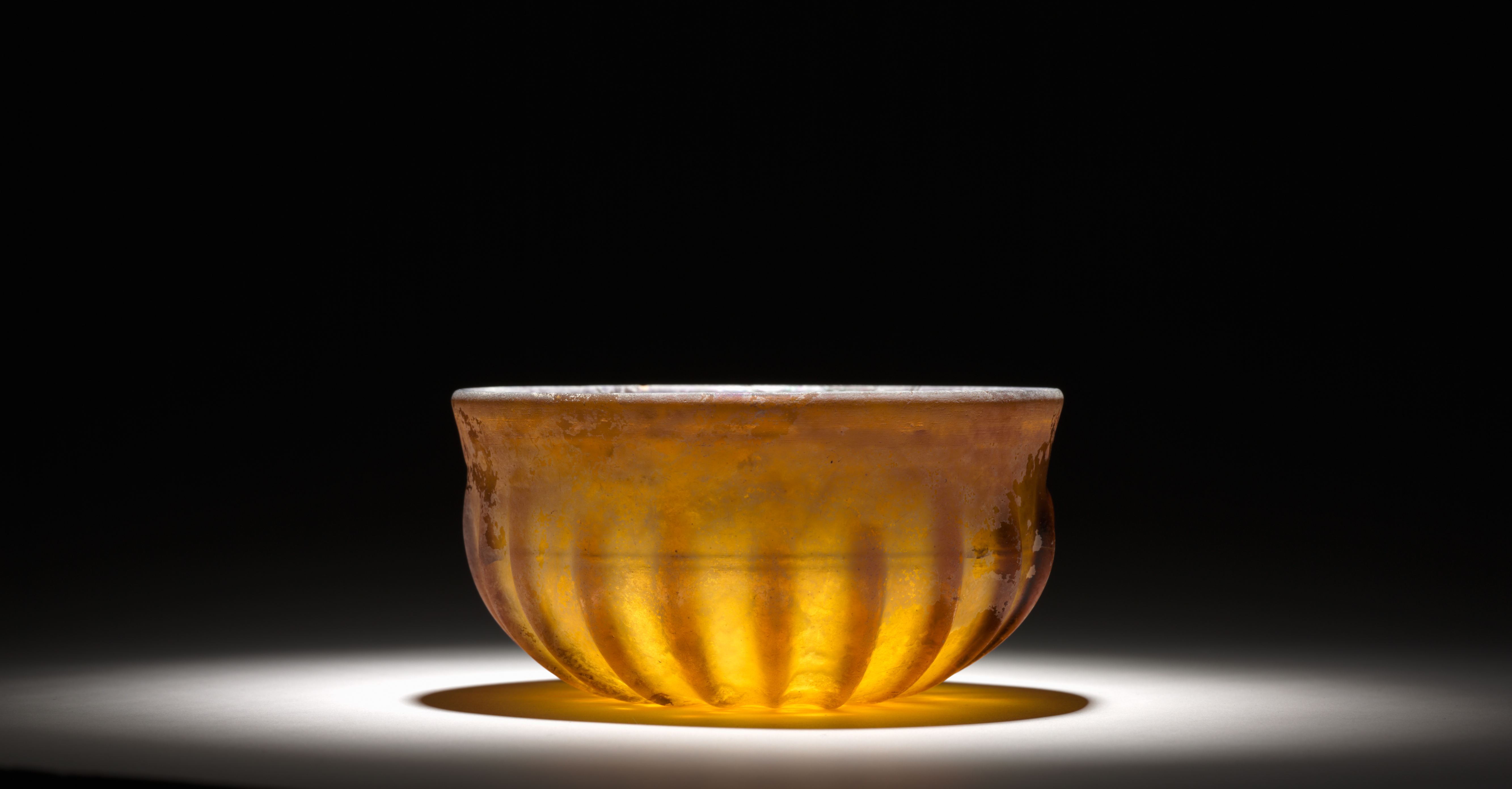
로마시대의 볼. 기원후 1세기 추정.
몽골론 문화의 볼. 1000-1150년 추정.
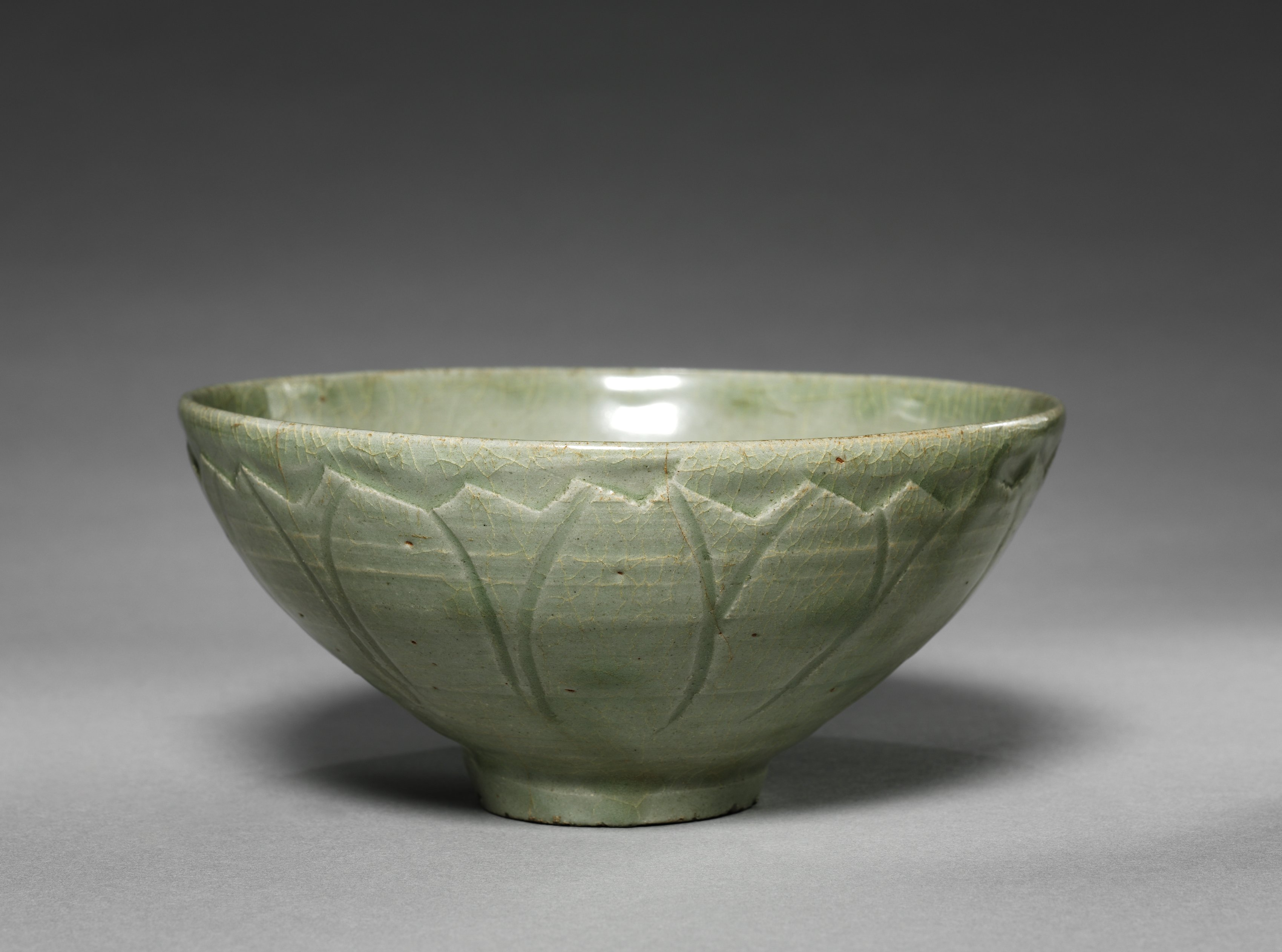
고려 시대의 볼. 1100년 추정.
청나라의 볼. 1723–1735년 추정.
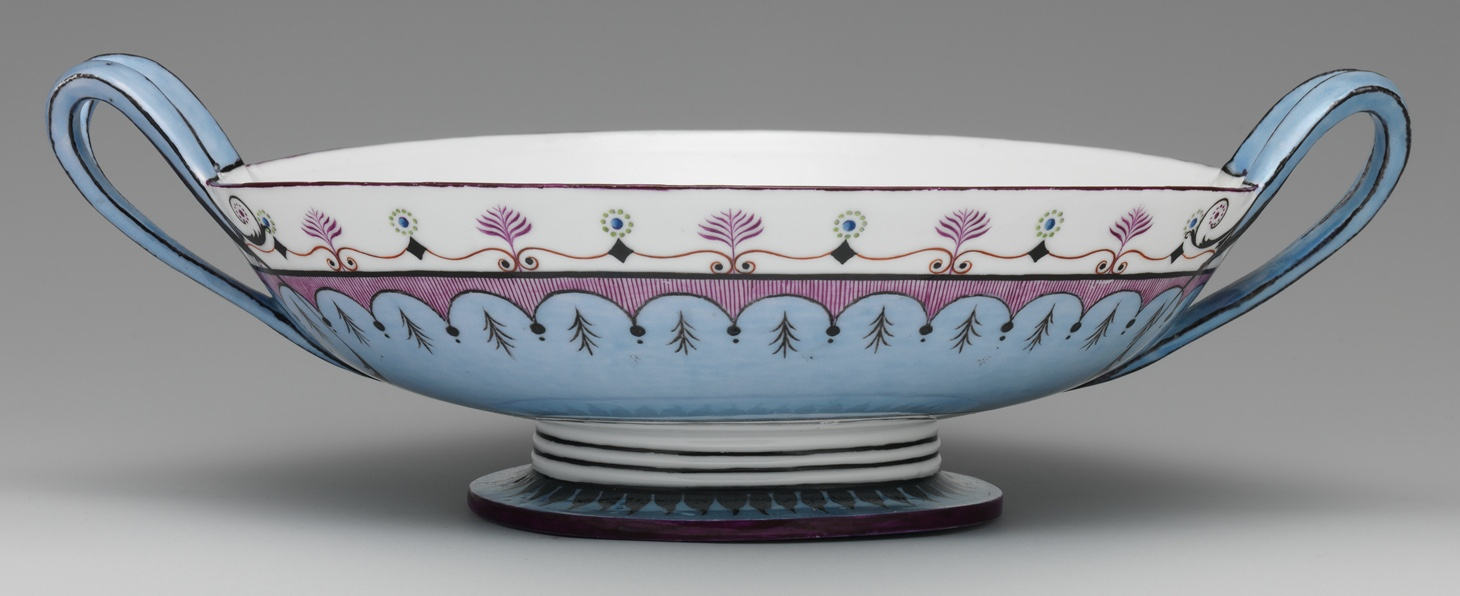
프랑스의 신고전주의 양식의 볼. 1787~1788년.
1800년 경 영국의 볼.

## 같이 보기
- 바리
- 사발
- 주발